# Cantonul L'Isle-en-Dodon
Cantonul L'Isle-en-Dodon este un canton din arondismentul Saint-Gaudens, departamentul Haute-Garonne, regiunea Midi-Pyrénées, Franța.

## Comune
- Agassac
- Ambax
- Anan
- Boissède
- Castelgaillard
- Cazac
- Coueilles
- Fabas
- Frontignan-Savès
- Goudex
- L'Isle-en-Dodon (reședință)
- Labastide-Paumès
- Lilhac
- Martisserre
- Mauvezin
- Mirambeau
- Molas
- Montbernard
- Montesquieu-Guittaut
- Puymaurin
- Riolas
- Saint-Frajou
- Saint-Laurent
- Salerm